# Estação de Massy-Verrières
A estação de Massy-Verrières é uma estação ferroviária francesa na linha de Sceaux, bem como da linha de Choisy-le-Roi a Massy-Verrières, localizada no território da comuna de Massy, perto de Verrières-le-Buisson, no departamento de Essonne, na região da Ilha de França.
Este estabelecimento vê coexistir uma estação da Régie Autonome des Transports Parisiens (RATP), servida pelos trens da linha B do RER e, paralela à primeira, uma estação da Société Nationale des Chemins de Fer Français (SNCF), servida pelos trens da linha C do RER.

## História
A estação chamada "SNCF" é a estação original da linha de Sceaux quando ela foi operada pela Compagnie du chemin de fer de Paris à Orléans (PO). Mas tendo em vista as obras da linha de Paris a Chartres via Massy, que deveria passar sob as duas linhas ferroviárias um pouco mais ao sul, foi realizada uma inversão e a linha SNCF cruza a linha de Sceaux a montante da estação por uma ponte ferroviária para terminar à sua direita em direção à estação de Massy-Palaiseau. A antiga estação PO-SNCF, que se tornou a da linha Paris-Limours, foi completamente destruída pelos bombardeios de 1944.
A Linha de Choisy-le-Roi a Massy - Verrières (conhecida como a Linha da Grande Ceinture Stratégique porque foi exigida pelo Exército) abre ao tráfego de passageiros em 18 de outubro de 1886. Ela fechou em 15 de maio de 1939. Em 25 de setembro de 1977, reabriu aos passageiros entre Pont de Rungis e Massy - Palaiseau.
Em 2019, 607 314 passageiros entraram nesta estação pela entrada da RATP, o que a coloca na 63ª posição das estações RER operadas pela RATP por sua frequência. Nesse mesmo ano, o atendimento anual estimado pela SNCF (pela entrada do RER C) era de 330 403 passageiros.

## Serviço aos passageiros

### Ligação
A estação é servida pelos trens das linhas B e C do RER.

### Intermodalidade
A estação é servida pelas linhas J e V da rede de ônibus Paris-Saclay.

Galeria de fotografias
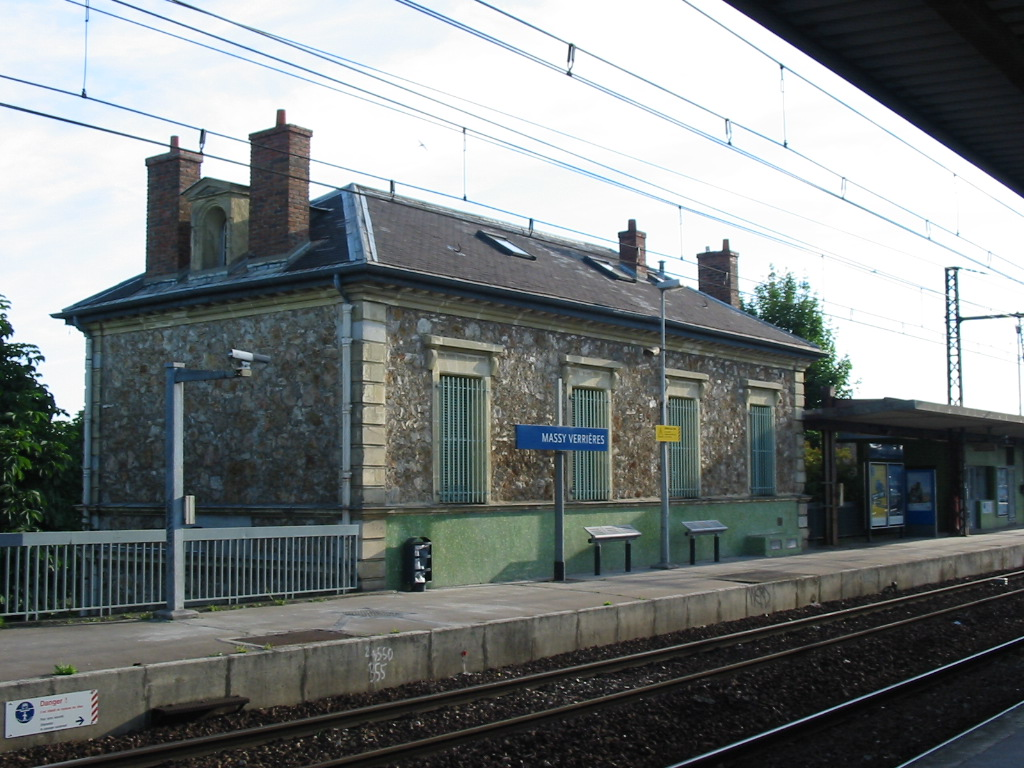
A estação SNCF (linha C) vista da plataforma central.
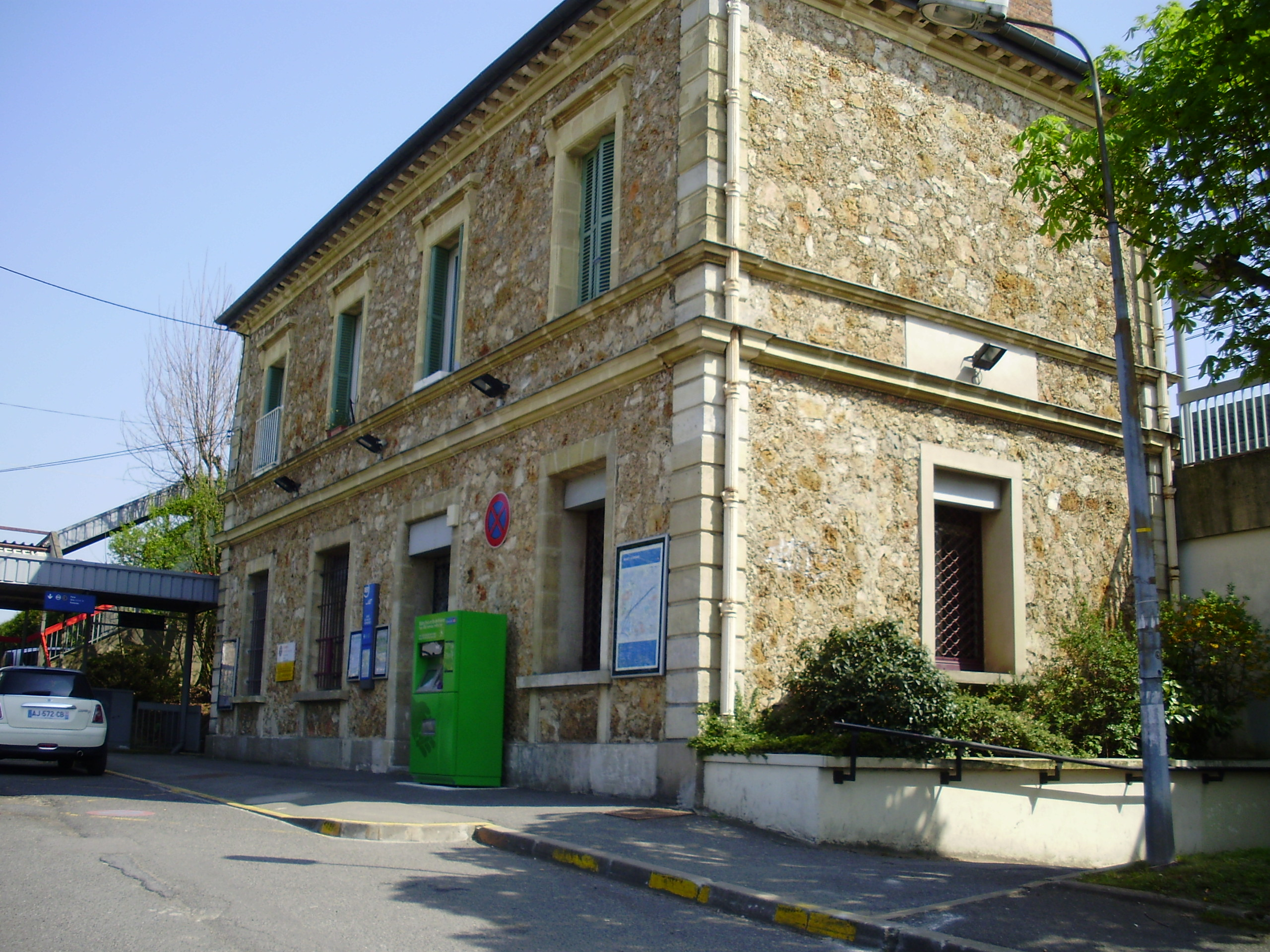
A estação SNCF (linha C) vista de fora.
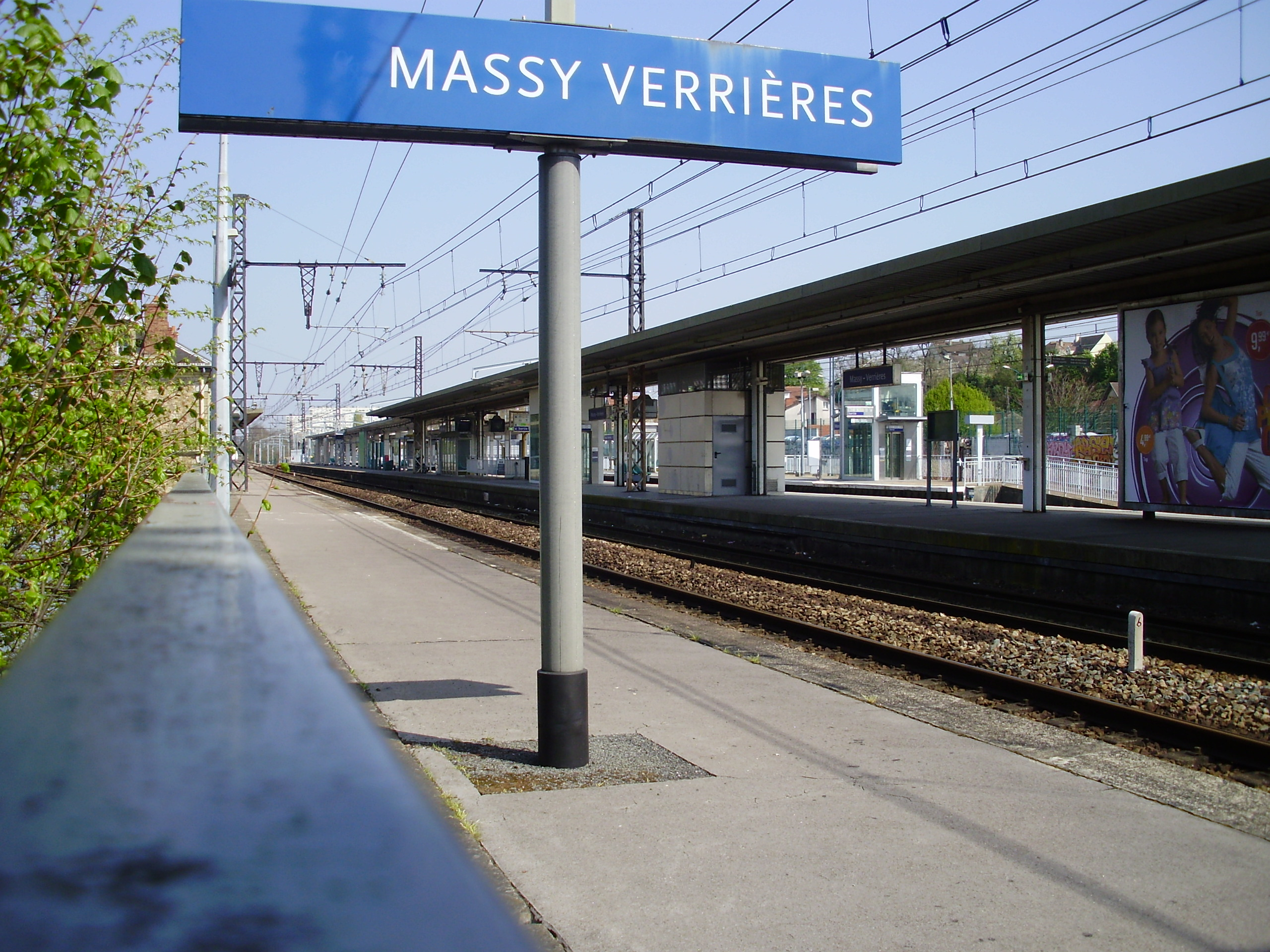
Vista da extremidade sudoeste da plataforma SNCF em direção a Choisy-le-Roi: trilhos SNCF à esquerda, trilhos RATP à direita.